# جما بنر
جما بنر (انگلیسی: Gemma Bonner؛ زادهٔ ۱۳ ژوئیهٔ ۱۹۹۱) یک بازیکن فوتبال اهل بریتانیا است.
وی سابقه عضویت در تیم ملی فوتبال زنان انگلستان را داراست.